# 寺尾 (新潟市)
寺尾 （てらお）。は、新潟県新潟市西区の町字。丁番を持たない単独町名であり、住居表示実施済み区域。郵便番号は950-2052。

## 概要
1889年（明治22年）から現在までの大字。信濃川下流東方の砂丘地に位置する。もとは江戸時代から1889年（明治22年）まであった寺尾村新田の区域の一部で、地名の由来は、清徳寺の末尾の地にあたることによる。

### 隣接する町字
北から東回り順に、以下の町字と隣接する。
- 西小針台
- 寺尾朝日通
- 寺尾前通
- 寺尾東
- 寺尾上
- 寺尾台

## 歴史
江戸初期、内野村清徳寺の開基明籍とともに加賀国から移り住んだ者が開発したとされる。

### 分立した町字
1977年（昭和52年）から1984年（昭和59年）かけて以下の町丁が分立。また、分立した一部の町丁には「小針」の名を冠した町名がつけられた。
小針西 (こばりにし)
1977年（昭和52年）に分立した町字。もとは寺尾の一部。
西小針台 (にしこばりだい)
1981年（昭和56年）に分立した町字。1丁目から3丁目があり、もとは寺尾、上新栄町の一部。地名は小針台の西方にあることによる。
小針が丘 (こばりがおか)
1977年（昭和52年）に分立した町字。もとは寺尾、小針の一部。地名は砂丘上に位置することによる。
小針南 (こばりみなみ)
1984年（昭和59年）に分立した町字。もとは寺尾、寺尾前通、小針の一部。
小針南台 (こばりみなみだい)
1977年（昭和52年）に分立した町字。もとは寺尾、小針の一部。地名は小針北方の砂丘南斜面に位置することによる。
寺尾台 (てらおだい)
1981年（昭和56年）に分立した町字。1丁目から3丁目があり、もとは寺尾、上新栄町の一部。地名は寺尾の西方の砂丘上に位置することによる。
寺尾前通 (てらおまえどおり)
1977年（昭和52年）に分立した町字。1丁目から3丁目があり、もとは寺尾、坂井、五十嵐下谷内の一部。地名は、寺尾地内を通る県道に隣接することによる。
寺尾朝日通 (てらおあさひどおり)
1984年（昭和59年）に分立した町字。もとは寺尾、小針の一部。

### 年表
- 1889年（明治22年）4月1日 : 合併により下坂井輪村の大字となる。
- 1901年（明治34年）11月1日 : 合併により坂井輪村の大字となる。
- 1914年（大正3年）5月12日 : 大字寺尾村新田が大字寺尾に改称[10]。
- 1954年（昭和29年）11月1日 : 合併により新潟市の大字となる。
- 2007年（平成19年）4月1日 : 新潟市の政令指定都市移行により、西区の大字となる。

## 世帯数と人口
2018年（平成30年）1月31日現在の世帯数と人口は以下の通りである。
| 町丁 | 世帯数  | 人口  |
| ---- | ------- | ----- |
| 寺尾 | 450世帯 | 958人 |

## 小・中学校の学区
市立小・中学校に通う場合、学区は以下の通りとなる。
| 番地                     | 小学校               | 中学校               |
| ------------------------ | -------------------- | -------------------- |
| 1～19番 20番2～22号 21番 | 新潟市立坂井輪小学校 | 新潟市立小新中学校   |
| 20番23～30号 22～31番    | 新潟市立新通小学校   | 新潟市立坂井輪中学校 |

- 新通小学校校区は、平成25年度から新設校開校までの間の限り、申請により新潟市立坂井東小学校へ就学できる地域。

## 交通

### 道路
- 新潟県道16号新潟亀田内野線